# Rio Frâu
O Rio Frâu é um rio da Romênia, afluente do Rio Someşul Mare, localizado no distrito de Bistriţa-Năsăud.